# Toxicodendron
Genre
Classification phylogénétique
Le genre Toxicodendron regroupe un petit nombre d'espèces d'arbres, d'arbustes ou de lianes vénéneuses de la famille des Anacardiacées. Il est souvent inclus dans le genre Rhus.
Toutes contiennent de l'urushiol, une huile non volatile qui provoque des réactions allergiques parfois très sévères (dermites de contact) chez la majorité des individus.

## Cire de bougie
En Asie de l'Est , en particulier au Japon , le combustible de bougie traditionnel était produit à partir de Toxicodendron vernicifluum (synonyme : Rhus verniciflua) et de Toxicodendron succedaneum (synonyme : Rhus succedanea), entre autres plantes de sumac du genre Toxicodendron , plutôt que de cire d'abeille ou de graisses animales. La cire de sumac était un sous-produit de la fabrication traditionnelle de laque japonaise. Les bougies coniques de rousoku produites à partir de cire de sumac brûlent avec une flamme sans fumée et ont été favorisées à bien des égards par rapport aux bougies faites de saindoux ou de cire d'abeille au cours du shogunat Tokugawa. La cire du Japon n'est pas une vraie cire mais une graisse solide qui contient 10 à 15 % de palmitine, de stéarine et d'oléine avec environ 1 % d' acide japonais (acide 1,21-hénéicosanedioïque). Il est encore utilisé dans de nombreux pays tropicaux et subtropicaux dans la production de bâtons d'allumettes en cire.

## Principales espèces
- Toxicodendron acuminatum
- Toxicodendron calcicolum (Chine)
- Toxicodendron diversilobum, Sumac de l'Ouest
- Toxicodendron orientale
- Toxicodendron parviflorum
- Toxicodendron potaninii (Chine)
- Toxicodendron pubescens Mill.
- Toxicodendron radicans, Sumac grimpant
- Toxicodendron rydbergii
- Toxicodendron striatum
- Toxicodendron succedaneum
- Toxicodendron sylvestre
- Toxicodendron vernicifluum, Vernis du Japon ()
- Toxicodendron vernix, Sumac à vernis